# Futurama/Staffel 2
Die zweite Produktionsstaffel von Futurama, einer US-amerikanischen Science-Fiction-Zeichentrickserie, besteht aus 19 Episoden, die erstmals ab dem 4. Dezember 2000 beim US-amerikanischen Sender Fox zu sehen waren. Fox hielt sich dabei im Wesentlichen an die Reihenfolge der Produktion, strahlte die Folgen aber nicht als zusammenhängende Sendestaffel aus, sondern verschob die letzten vier Episoden in die dritte Sendestaffel.
Mit einem Emmy für Hochzeitstag auf Cyclopia und einem Annie Award für Das merkwürdige Verhalten geschlechtsreifer Krustentiere zur Paarungszeit wurden erstmals die Arbeiten an einzelnen Episoden der Serie mit bedeutenden Auszeichnungen honoriert. Die erstgenannte Episode war außerdem für eben jenen Annie nominiert, den die andere gewann. Daneben wurde die Episode Kennen Sie Popplers? mit einem Environmental Media Award geehrt.

## Episoden
| Nr. (ges.) | Nr. (St.) | Deutscher Titel                                                           | Originaltitel                            | Regie                    | Drehbuch                                | Premiere      | Dt. Premiere  | Untertitel |
| --- | --------- | ------------------------------------------------------------------------- | ---------------------------------------- | ------------------------ | --------------------------------------- | ------------- | ------------- | --- |
| 14 | 2×5       | Gefühls-Chip gefällig?                                                    | I Second That Emotion                    | Mark Ervin               | Patric Verrone                          | 21. Nov. 1999 | 4. Dez. 2000  | Hergestellt aus Fleisch-Nebenprodukten (Made from meat by-products)                                                                             |
| Bender ist eifersüchtig auf Nibbler, der als Leelas Haustier mehr Aufmerksamkeit bekommt als er. Als Nibbler bei einer Feier Benders Torte auffrisst, spült Bender ihn die Toilette herunter. Unfähig, Leelas Trauer nachzuvollziehen, bekommt Bender vom Professor einen Gefühlschip implantiert. Da er nun ein schlechtes Gewissen wegen seiner Tat hat, begibt er sich selbst auf die Suche nach Nibbler, gefolgt von Leela und Fry, in die Kanalisation. Dort treffen sie auf Mutanten und auf ein Monster namens El Chupanibre, das letztlich von Bender besiegt wird. |           |                                                                           |                                          |                          |                                         |               |               | |
| 15 | 2×6       | Brannigan, fang wieder an                                                 | Brannigan, Begin Again                   | Jeffrey Lynch            | Lewis Morton                            | 28. Nov. 1999 | 11. Dez. 2000 | Nicht fürs Jahr 3000 geeignet (Not Y3K compliant)                                                                                               |
| Bei der Einweihungszeremonie für das neue DOOP (Democratic Order Of Planets)-Hauptquartier jagt Zapp Brannigan das Gebäude versehentlich in die Luft und wird daher gemeinsam mit Kif unehrenhaft entlassen. Nach einiger Zeit finden beide einen Job bei Planet Express, wo Zapp Frys und Benders Unzufriedenheit mit Leelas Führungsstil für eine Meuterei nutzt. Anschließend plant er, den neutralen Planeten Stumbos 4 anzugreifen, um sich als Held zu profilieren und wieder bei der DOOP aufgenommen zu werden. Da bei diesem Angriff bis auf Zapp keiner überleben würde, meutern Fry und Bender erneut und machen Leela wieder zum Captain. |           |                                                                           |                                          |                          |                                         |               |               | |
| 16 | 2×7       | Getrennt von Kopf und Körper                                              | A Head in the Polls                      | Bret Haaland             | J. Stewart Burns                        | 12. Dez. 1999 | 8. Jan. 2001  | Von den Machern von Futurama (From the makers of Futurama)                                                                                      |
| Durch ein Bergwerksunglück steigen die Titanpreise in die Höhe, sodass Bender, der zu 40 Prozent aus Titan besteht, beschließt, seinen Körper an einen Pfandleiher zu verkaufen. Bei einem Treffen mit Richard Nixons Kopf stellt er fest, dass das Leben ohne Körper wenig erstrebenswert ist. Als er schließlich seinen Körper zurückkaufen will, muss er feststellen, dass Nixon ihm zuvorgekommen ist. Nixon will die Beschränkung auf zwei Amtsperioden für Präsidenten mit einem neuen Körper umgehen. Zwar gelingt es Bender, seinen Körper zurückzuerhalten, doch Nixon gewinnt die Wahl mit einer Stimme Vorsprung, weil Fry und Leela nicht zur Wahl gegangen sind. |           |                                                                           |                                          |                          |                                         |               |               | |
| 17 | 2×8       | Xmas Story                                                                | Xmas Story                               | Peter Avanzino           | David X. Cohen                          | 19. Dez. 1999 | 18. Dez. 2000 | Nach einer wahren Geschichte (Based on a true story)                                                                                            |
| Fry kauft für Leela einen Papagei als Weihnachtsgeschenk, dem es jedoch gelingt, zu entkommen. Da der Sonnenuntergang bevorsteht, macht sich Leela auf die Suche nach Fry, um ihn vor einem Roboter-Weihnachtsmann zu schützen. Dieser macht immer zu Weihnachten Jagd auf Menschen, die „nicht brav“ waren; jedoch stuft er aufgrund eines Programmierfehlers fast jeden als „nicht brav“ ein. Leela und Fry können sich ins Planet-Express-Gebäude retten und den Weihnachtsmann in dem bombensicheren Kamin vernichten. |           |                                                                           |                                          |                          |                                         |               |               | |
| 18 | 2×9       | Das merkwürdige Verhalten geschlechtsreifer Krustentiere zur Paarungszeit | Why Must I Be a Crustacean in Love?      | Brian Sheesley           | Eric Kaplan                             | 6. Feb. 2000  | 15. Jan. 2001 | Von dem Sender der Ihnen auch »Die Simpsons« präsentiert (From the network that brought you »The Simpsons«)                                     |
| Um sich zu paaren, reist Dr. Zoidberg auf seinen Heimatplaneten, die Planet-Express-Crew begleitet ihn. Mit Frys Hilfe will er das Herz der schönen Edna gewinnen. Als Edna sich jedoch in Fry verliebt, fordert Zoidberg ihn zum Kampf auf Leben und Tod heraus. |           |                                                                           |                                          |                          |                                         |               |               | |
| 19 | 2×11      | Die Wahl zur Miss Universum                                               | The Lesser of Two Evils                  | Chris Sauve              | Eric Horsted                            | 20. Feb. 2000 | 22. Jan. 2001 | Eine Sendung, die in die Vergangenheit zurückblickt (The show that watches back)                                                                |
| In einem „Vergangenheitsvergnügungspark“ lernt Fry Flexo kennen, einen Roboter, der fast wie Bender aussieht. Da die Crew für ihren neuen Auftrag, den Transport eines seltenen und teuren Atom-Diadems zu einem Schönheitswettbewerb eine zusätzliche Sicherheitsperson benötigen, wird Flexo ins Team aufgenommen. Kurz vor der Landung des Raumschiffs verschwindet das Diadem. Der Verdacht fällt auf Flexo. Bei einem Kampf zwischen Flexo und Bender während des Schönheitswettbewerbs stellt sich Bender als der wahre Dieb heraus. Dennoch wird Flexo, wegen der optischen Ähnlichkeit, verhaftet. |           |                                                                           |                                          |                          |                                         |               |               | |
| 20 | 2×10      | Valentinstag 3000                                                         | Put Your Head on My Shoulders            | Chris Louden             | Ken Keeler                              | 13. Feb. 2000 | 12. Feb. 2001 | Basiert nicht auf dem Roman von James Fenimore Cooper (Not based on the novel by James Fenimore Cooper)                                         |
| Bei einem Ausflug mit Amys neuem Auto, bei dem das Auto mit einer Panne liegen bleibt, entschließen sich Fry und Amy, miteinander auszugehen. Aus Angst vor einer ernsten Beziehung bittet Fry Zoidberg, beim nächsten Mal mitzukommen. Zoidberg verursacht jedoch einen schweren Unfall und muss, um Fry zu retten, dessen Kopf auf Amys Schultern transplantieren. Dies führt dazu, dass Fry unfreiwillig an einem Valentinsdate von Amy teilnehmen muss. |           |                                                                           |                                          |                          |                                         |               |               | |
| 21 | 2×12      | Wie ein wilder Bender                                                     | Raging Bender                            | Ron Hughart              | Lewis Morton                            | 27. Feb. 2000 | 29. Jan. 2001 | Nominiert für drei Glemmys (Nominated for three Glemmys)                                                                                        |
| Bender schlägt im Kino einen anderen Roboter nieder und wird daraufhin als Profi-Roboterkämpfer engagiert. Nach einer Reihe von Siegen findet er heraus, dass alle Kämpfe manipuliert sind und grundsätzlich der beliebteste Kämpfer als Sieger aus dem Ring steigt. Als seine Popularität anfängt zu sinken, soll er den nächsten Kampf absichtlich verlieren. Leela hilft Bender den Kampf zu gewinnen, nachdem sie erkennt, dass der Trainer von Benders Gegner ihr alter Kung-Fu-Lehrer ist, der sie in ihrer Kindheit nicht unterstützt hat. |           |                                                                           |                                          |                          |                                         |               |               | |
| 22 | 2×13      | Hochzeitstag auf Cyclopia                                                 | A Bicyclops Built for Two                | Susan Dietter            | Eric Kaplan                             | 19. März 2000 | 5. Feb. 2001  | Diese Episode wurde modifiziert, damit sie auf Ihren primitiven Bildschirm passt. (This episode has been modified to fit your primitive screen) |
| Leela trifft einen anderen Einäugigen. Dieser heißt Alcazar. Er macht Leela glauben, sie und er seien die letzten Verbleibenden, nachdem ihr Heimatplanet Cyclopia zerstört worden sei. Leela zieht zu Alcazar und beschließt, ihn zu heiraten und die Zivilisation ihres Volkes neu zu gründen. Fry enttarnt Alcazar jedoch als einen Formwandler, der mit entsprechenden Täuschungen noch am selben Tag vier weitere Frauen dazu bringen wollte, ihn zu heiraten. |           |                                                                           |                                          |                          |                                         |               |               | |
| 23 | 2×15      | Wie der Vater so der Klon                                                 | A Clone of My Own                        | Rich Moore               | Patric M. Verrone                       | 9. Apr. 2000  | 26. Feb. 2001 | Erscheint in Kürze auf einer illegalen DVD (Coming soon to an illegal DVD)                                                                      |
| Als Professor Farnsworths 160. Geburtstag bevorsteht, soll er wie alle 160-Jährigen auf ein Sterberaumschiff gebracht werden. Farnsworth bestimmt seinen Klon Cubert zu seinem Nachfolger. Als Farnsworth verschwindet, macht sich die Mannschaft auf die Suche nach ihm. Die Crewmitglieder finden ihn schließlich in dem Sterberaumschiff, befreien ihn und kehren zur Erde zurück. Dort gelingt es Cubert, den Professor wieder in den Zustand eines 140-Jährigen zurückzuversetzen. |           |                                                                           |                                          |                          |                                         |               |               | |
| 24 | 2×14      | Die Rhythmus-Rückerstattung                                               | How Hermes Requisitioned His Groove Back | Mark Ervin               | Bill Odenkirk                           | 2. Apr. 2000  | 19. Feb. 2001 | Wie von Nostradamus prophezeit (As foretold by Nostradamus)                                                                                     |
| Bender, der beim Kartenspiel betrogen hat, versucht, sich in Hermes Büro zu verstecken. Er wird jedoch von den Betrogenen entdeckt und bei der anschließenden Prügelei wird Hermes Büro verwüstet. Da Hermes der Bürokrat von Planet Express ist und seine Beförderung ansteht, besteht er wegen der Unordnung in seinem Büro die Kontrolle nicht und wird entlassen. Die Kontrolleurin verliebt sich jedoch in Fry, weil dieser mit seiner unordentlichen Lebensart einen Kontrast zu ihrer sauberen Welt bietet. Bender kommt hinter das Geheimnis und wird von der Kontrolleurin seines Gehirns beraubt. Hermes, dessen von Dr. Zoidberg empfohlener vermeintlicher Urlaubsort in Wahrheit eine Arbeitskolonie ist, organisiert die dortige Arbeit straffer und darf zurückkehren – und erhält vom Oberbürokraten die Erlaubnis, alle bislang unbearbeiteten Akten einzusortieren, worunter sich auch Benders Gehirn auf einer Diskette befindet. Diese Episode bietet auch eine große Musical-Einlage. |           |                                                                           |                                          |                          |                                         |               |               | |
| 25 | 2×16      | Tief im Süden                                                             | The Deep South                           | Bret Haaland             | J. Stewart Burns                        | 16. Apr. 2000 | 5. März 2001  | Strenge Warnung vor den Dingen, die da kommen (A stern warning of things to come)                                                               |
| Die Crew fährt auf den Atlantik zum Angeln. Benders Behelfsangel verfängt sich in einen Riesenfisch, der das Schiff auf den Meeresboden zieht. Da dort die Triebwerke des Schiffes nicht funktionieren, gehen Bender, Dr. Zoidberg und Fry auf den Meeresgrund, um etwas zu essen zu suchen. Dabei trifft Fry eine Meerjungfrau. Es stellt sich heraus, dass die Stadt Atlanta irgendwann im 21. Jahrhundert aus Touristenmangel aufs Meer verlegt wurde, dort dann aber wegen des großen Gewichts unterging. Die Bewohner verwandelten sich durch die ausströmende Cola einer Fabrik in Meerjungfrauen, sodass sie unter Wasser weiterleben konnten. Fry entschließt sich bei den Leuten in der Stadt zu bleiben, fährt aber letztendlich trotzdem mit den anderen zurück an die Oberfläche, da er mit den Paarungsritualen nicht zurechtkommt. |           |                                                                           |                                          |                          |                                         |               |               | |
| 26 | 2×17      | Allein gegen die Roboter-Mafia                                            | Bender Gets Made                         | Peter Avanzino           | Eric Horsted                            | 30. Apr. 2000 | 12. März 2001 | Ein Abbild der Anforderungen verrückter Leute (Simulcast on crazy people’s fillings)                                                            |
| Die Crew besucht eine Show des vierarmigen Starkoches Elzar, der Benders großes Vorbild ist. Doch es kommt zu einem Unfall, bei dem Leela Gewürze in ihr Auge bekommt und daher für eine Woche eine Augenklappe tragen muss. Elzar lädt sie deshalb zu einem Essen ein. Jedoch stellt er ihnen das Essen trotzdem in Rechnung, die die Freunde nicht bezahlen können. Daraufhin macht Bender den Vorschlag im Restaurant auszuhelfen. Bei der Arbeit lernt er den Boss der Robotermafia kennen und fängt an, für ihn zu arbeiten. Bei seinem 2. Auftrag soll Bender dann das Planet Express-Raumschiff überfallen. Er kann durch das Verstellen seiner Stimme seine Teilnahme am Überfall gegenüber der Crew vertuschen und steigt anschließend aus der Mafia aus. |           |                                                                           |                                          |                          |                                         |               |               | |
| 27 | 2×19      | Muttertag                                                                 | Mother’s Day                             | Brian Sheesley           | Lewis Morton                            | 14. Mai 2000  | 2. Apr. 2001  | Larven getestet… Puppen bewilligt (Larva-tested pupa-approved)                                                                                  |
| Es ist Muttertag und so kommen fast alle Roboter zur Fabrik von Mom, der Erschafferin der meisten Roboter, um ihr Geschenke zu machen. Jedoch ist Mom dieses Jahr betrübt über das Ende einer Beziehung zu Professor Farnsworth vor 70 Jahren. Über eine Fernsteuerung, die Mom den Robotern eingebaut hat, befiehlt sie diesen gegen die Menschen zu rebellieren, um die Weltherrschaft an sich zu reißen. Um sie aufzuhalten, soll der Professor sie erneut verführen, um an die Fernbedienung zu kommen, mit der Mom die Roboter steuert. Dies gelingt ihm auch, aber als Mom erfährt, dass dies alles zum Plan gehörte, wirft sie den Professor raus, so dass alles wieder beim Alten ist. |           |                                                                           |                                          |                          |                                         |               |               | |
| 28 | 2×18      | Kennen Sie Popplers?                                                      | The Problem with Popplers                | Chris Sauve, Gregg Vanzo | Patrick M. Verrone, Darin Henry         | 7. Mai 2000   | 19. März 2001 | Nur zum äußerlichen Gebrauch (For external use only)                                                                                            |
| Leela, Bender und Fry sind auf der Suche nach Essbarem auf einem scheinbar unbewohnten Planeten. Sie stoßen auf sehr schmackhafte, schwer definierbare Klumpen und beschließen diese Klumpen auf der Erde unter dem Namen „Popplers“ zu verkaufen. Leela findet heraus, dass die „Popplers“ Kinder von außerirdischen Monstern vom Planeten Omikron Persei 8 sind. Als Rache wollen die Omikroner für jeden Poppler einen Menschen verschlingen. Nach Verhandlungen mit Zapp Brannigan reduzieren sie ihre Forderung auf Leela, da sie als erste einen Poppler aß. Captain Brannigan versucht Leela zu retten und setzt dem kurzsichtigen Omikronier einen Orang-Utan vor, doch ein Tierschützer deckt den Betrug auf. Kurz bevor Leela verschlungen wird, taucht der kleine Poppler auf, den Leela nicht gegessen hat, weil sie erkannt hat, dass es sich dabei um ein Lebewesen handelt. Die Omikroner essen stattdessen den Tierschützer auf und ziehen ab. |           |                                                                           |                                          |                          |                                         |               |               | |
| 29 | 2×20      | Geschichten von Interesse I                                               | Anthology of Interest I                  | Chris Louden, Rich Moore | Eric Rogers, Ken Keeler, David X. Cohen | 21. Mai 2000  | 9. Apr. 2001  | Gewissenhaft gezeichnet vor Publikum (Painstackingly drawn before a live audience)                                                              |
| Professor Farnsworth hat eine sensationelle Erfindung gemacht: die „Was-wäre-wenn-Maschine“. Natürlich wollen sich alle von dem Apparat vorführen lassen, wie ihr Leben verlaufen wäre, wenn … Bender beispielsweise 150 Meter groß oder Leela etwas impulsiver wäre – sie würde alle umbringen – oder was aus Fry geworden wäre, hätte er sich nicht einfrieren lassen. Er wäre nämlich von Stephen Hawking und Al Gore gefangen genommen worden, und das Universum hätte sich ganz eigenständig zerstört. |           |                                                                           |                                          |                          |                                         |               |               | |
| 30 | 3×2       | Krieg auf Spheron Eins                                                    | War Is the H-Word                        | Ron Hughart              | Eric Horsted                            | 26. Nov. 2000 | 4. März 2002  | Mit den Augäpfeln den Bildschirm berühren für eine billige Laseroperation (Touch eyeballs to screen for cheap laser surgery)                    |
| Fry und Bender melden sich als Freiwillige bei der Armee, aber eigentlich nur um eine Soldatenermäßigungskarte zu erhalten. Kaum angemeldet müssen sie auch prompt in den Krieg gegen intelligente Bälle ziehen, die den Planeten Spheron Eins bevölkern, den DOOP für sich beansprucht. Sie wissen nicht, dass Leela sich als Mann verkleidet ebenfalls gemeldet hat, um ihre Freunde zu beschützen, da sie weiß, dass die beiden ohne sie verloren wären. Die Armee wird von Zapp Brannigan geführt, der sich trotz Verkleidung an Leela heranmacht. Trotz des herausragenden Einsatzes Leelas können die DOOP-Truppen die Bälle nicht besiegen. Bender, der durch eine heldenhafte Aktion seine Kameraden gerettet hat, wird „zur Belohnung“ zusammen mit Henry Kissinger als Unterhändler zu den Bällen geschickt, wird aber heimlich mit einer sprachgezündeten Bombe ausgestattet, während Fry wegen Feigheit als Kifs Adjutanten abkommandiert wird (als einfacher Soldat konnte er nicht mehr degradiert werden). Als Fry und Leela von der Bombe erfahren, machen sie sich auf, um Bender zu retten, der jedoch nutzt die Bombe, um die Bälle zu erpressen, wodurch der Krieg um den völlig wertlosen Planeten schließlich doch gewonnen wird. |           |                                                                           |                                          |                          |                                         |               |               | |
| 31 | 3×1       | Dieses unheimliche Hupen                                                  | The Honking                              | Susie Dietter            | Ken Keeler                              | 5. Nov. 2000  | 25. Feb. 2002 | Duft-O-Vision-Teilnehmer sollten jetzt den Nasenschlauch anlegen (Smell-O-Vision users insert nostril tubes now)                                |
| Als Bender in dem Schloss seines verstorbenen Onkels eine gruselige Nacht verbringt, wird er von einem Auto angefahren. Nach kurzer Zeit finden Fry und Leela heraus, dass das Auto, das Bender angefahren hatte, ein Werwagen war (also ein Roboter, der sich nachts in einen Wagen verwandelt, vgl. Werwolf), und dass auf Bender nun der gleiche Fluch lastet. Um ihn zu lösen, reisen sie auf der Suche nach dem Ur-Werwagen durch die Welt, um schließlich den ersten Werwagen zu vernichten und Bender vom Fluch zu befreien. |           |                                                                           |                                          |                          |                                         |               |               | |
| 32 | 3×3       | Die Frau, die aus der Kälte kam                                           | The Cryonic Woman                        | Mark Ervin               | J. Stewart Burns                        | 3. Dez. 2000  | 11. März 2002 | Kein Ersatz für menschliche Zwischenspiele (Not a substitute for human interaction)                                                             |
| Nachdem Leela die Schlüssel im Planet-Express-Schiff stecken gelassen hat, fliegen Bender und Fry heimlich damit herum. Sie fliegen auf, Leela, Bender und Fry werden entlassen. Leela pflanzt sich und Fry wieder die Karriere-Chips aus der ersten Episode ein, vertauscht sie jedoch versehentlich. So muss Leela als Pizza-Lieferantin arbeiten, Bender und Fry fangen in der Auftau-Station an. Dabei trifft Fry auf seine alte Liebe Michelle aus dem Jahr 2000, die sich nach Frys Verschwinden dort ebenfalls hat einfrieren lassen. Die beiden kommen wieder zusammen, doch Michelle fühlt sich im Jahre 3000 nicht wohl und überredet Fry, sich gemeinsam für weitere 1000 Jahre einfrieren zu lassen. Sie tauen inmitten einer staubigen Einöde wieder auf und werden kurz danach von einer Kindergang überfallen und gefangen genommen. Michelle nörgelt ständig an Fry herum, so trennen sie sich, nachdem sie wieder freigekommen sind. Fry findet eine Stadt und trifft dort die gesamte Planet-Express-Crew, die ihm erklärt, dass er lediglich zwei Tage eingefroren war und in Los Angeles gelandet ist. |           |                                                                           |                                          |                          |                                         |               |               | |

## Gastauftritte

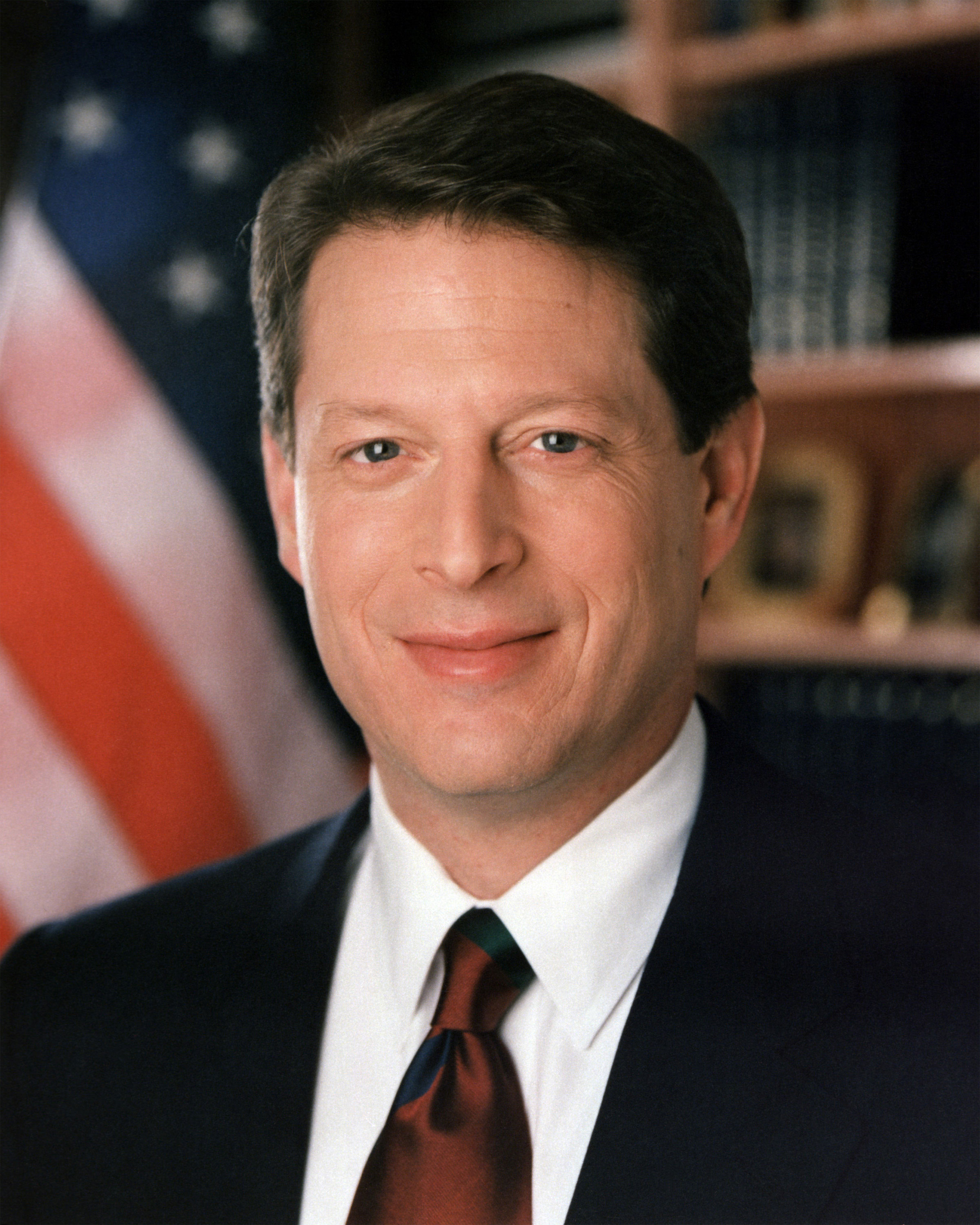
Al Gore sprach sein gezeichnetes Alter Ego während seiner Amtszeit als Vizepräsident der Vereinigten Staaten

- Bob Barker als er selbst in Die Wahl zur Miss Universum
- Donovan als er selbst in Tief im Süden
- Nora Dunn als Morgan Proctor in Die Rhythmus-Rückerstattung
- John Goodman als Roboter-Weihnachtsmann in Xmas Story
- Al Gore als er selbst in Geschichten von Interesse I
- Gary Gygax als er selbst in Geschichten von Interesse I
- Stephen Hawking als er selbst in Geschichten von Interesse I
- Phil Hendrie als Free Waterfall Jr. in Kennen Sie Popplers?
- Rich Little als er selbst in Wie ein wilder Bender
- Nichelle Nichols als sie selbst in Geschichten von Interesse I
- Conan O’Brien als er selbst in Xmas Story
- Parker Posey als Umbriel in Tief im Süden
- Claudia Schiffer als sie selbst in Getrennt von Kopf und Körper
- Pauly Shore als er selbst in Die Frau, die aus der Kälte kam

## Veröffentlichung

### Fernsehen
Die erste Episode der zweiten Produktionsstaffel von Futurama war am 21. November 1999 erstmals im Fernsehen zu sehen und reihte sich damit als fünfte Episode in die zweite Sendestaffel ein. Diese hatte der Sender Fox im Vormonat mit den letzten vier, bislang unveröffentlichten Folgen der ersten Produktionsstaffel begonnen, nachdem er deren Ausstrahlung nach neun von dreizehn Folgen vorzeitig unterbrochen hatte.
In der Folge strahlte Fox Futurama immer sonntags aus. In drei Fällen wurden die Sendeplätze aufeinanderfolgender Episoden getauscht. Dadurch wurde beispielsweise erreicht, dass der Sendetermin der Episode Valentinstag 3000 direkt vor den Valentinstag fiel.
Im Übrigen war die Ausstrahlung durch mehrere, teils wochenlange Unterbrechungen gekennzeichnet. Beispielsweise wurde die Sendung nach der Weihnachts-Episode Xmas Story, die am 19. Dezember 1999 gezeigt worden war, erst Anfang Februar fortgesetzt. Im März wurde nur die eine Episode gezeigt.
Nach insgesamt zwanzig Episoden endete die Erstausstrahlung der zweiten Sendestaffel am 21. Mai 2000 mit Geschichten von Interesse I, sodass drei Episoden der zweiten Produktionsstaffel in die dritte Sendestaffel fielen. Sie wurden zwischen dem 5. November und 3. Dezember 2000 im Fernsehen gezeigt.

### Heimkino
Futurama wurde in der Reihenfolge und Staffeleinteilung der Produktion auf DVD und anderen Speichermedien veröffentlicht. Die zweite Produktionsstaffel war als Futurama: Volume Two ab dem 12. August 2003 in den USA erhältlich. Sie erschien in einem Boxset aus vier DVDs, alternativ aus vier VHS-Kassetten. In späteren Veröffentlichungen änderte sich die Schreibweise in Futurama: Volume 2.

## Auszeichnungen
Für ihre Arbeiten an der Episode Hochzeitstag auf Cyclopia gewann Bari Kumar einen Emmy in der Kategorie Outstanding Individual Achievement in Animation. Außerdem wurde Regisseurin Susie Dietter für einen Annie Award in der Kategorie Outstanding Individual Achievement for Directing in an Animated Television Production nominiert. Sie musste sich allerdings ihrem Kollegen Brian Sheesley geschlagen geben, der mit der Episode Das merkwürdige Verhalten geschlechtsreifer Krustentiere zur Paarungszeit ebenfalls in dieser Kategorie vorschlagen war und sie für sich entschied. Darüber hinaus wurde die Episode Kennen Sie Popplers? im selben Jahr mit einem Environmental Media Award in der Kategorie Comedy – TV Episodic ausgezeichnet.